# INA-Casa

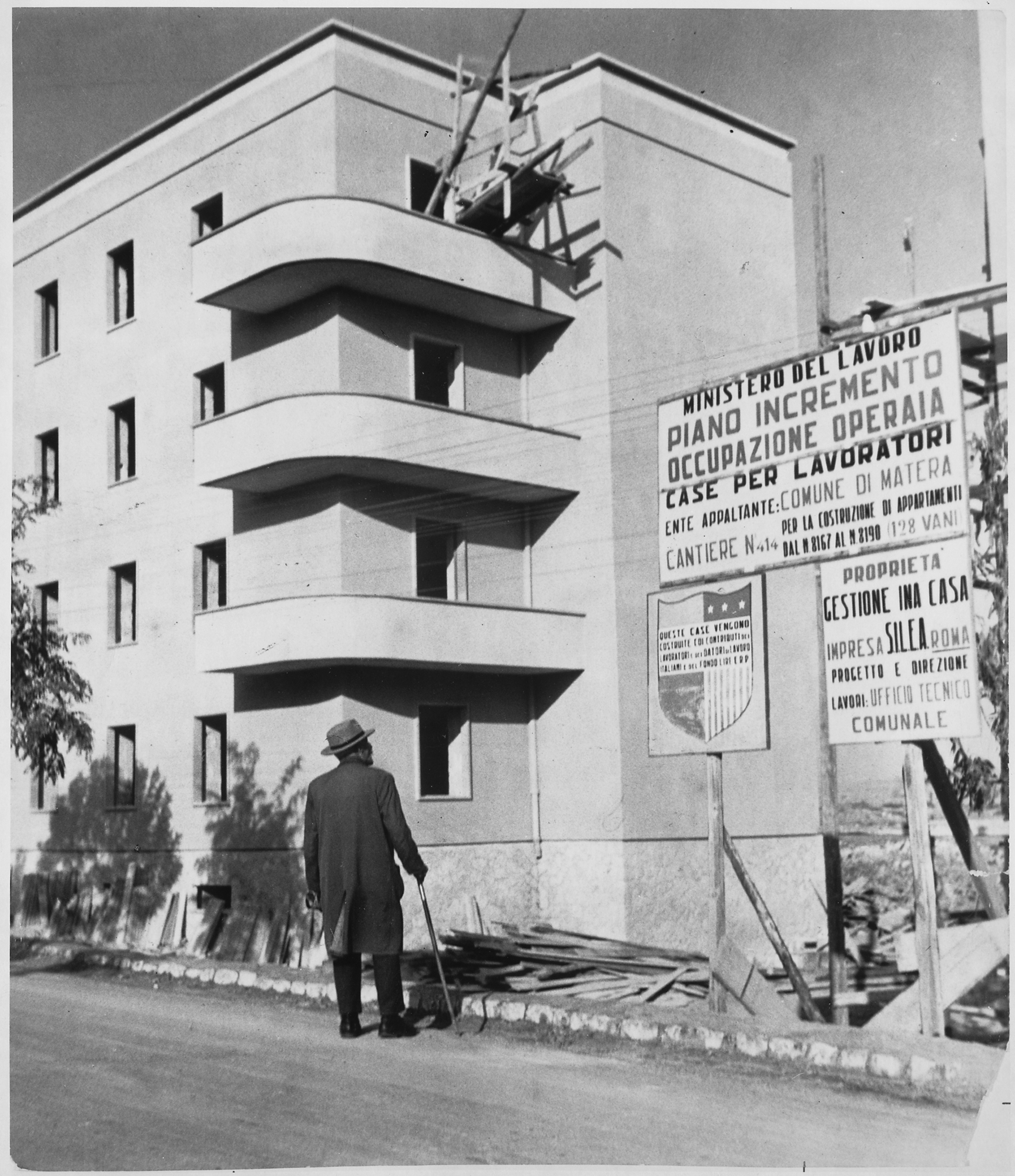
Edificio dell'INA-Casa a Matera

Per INA-Casa si intende il piano di intervento dello Stato italiano, vigente tra il 1949 e il 1963 ed ideato dal ministro del lavoro Amintore Fanfani (detto per questo anche Piano Fanfani), per realizzare edilizia residenziale pubblica su tutto il territorio italiano.
Concepito nell'immediato secondo dopoguerra, aveva a disposizione i fondi gestiti da un'apposita organizzazione presso l'Istituto Nazionale delle Assicurazioni (INA), la Gestione INA-Casa.

## Storia
Le prime disposizioni vennero emanate con la legge 28 febbraio 1949, n. 43; inizialmente il piano prevedeva una durata settennale, ma successivamente venne prorogato di ulteriori sette anni, con decorrenza 1º aprile 1956 e sino al 1963 in base alla operata dalla legge 26 novembre 1955, n. 1148, fino alla liquidazione ed alla costituzione del fondo Gescal. Grande promotore dell'iniziativa fu l'allora ministro del lavoro e della previdenza sociale Amintore Fanfani, tanto che, successivamente, il piano nei commenti giornalistici venne spesso denominato "Piano Fanfani".
L'intervento gestito dall'INA-Casa voleva favorire, oltre al rilancio dell'attività edilizia, anche l'assorbimento di un considerevole numero di disoccupati e la costruzione di alloggi per le famiglie a basso reddito. Il piano era basato su teorie economiche keynesiane mediate da una componente di solidarismo cristiano.
I primi piani furono elaborati da Adalberto Libera (che diresse l'ufficio fino al 1952) con la collaborazione di Giuliana Genta.

## Lo stile architettonico

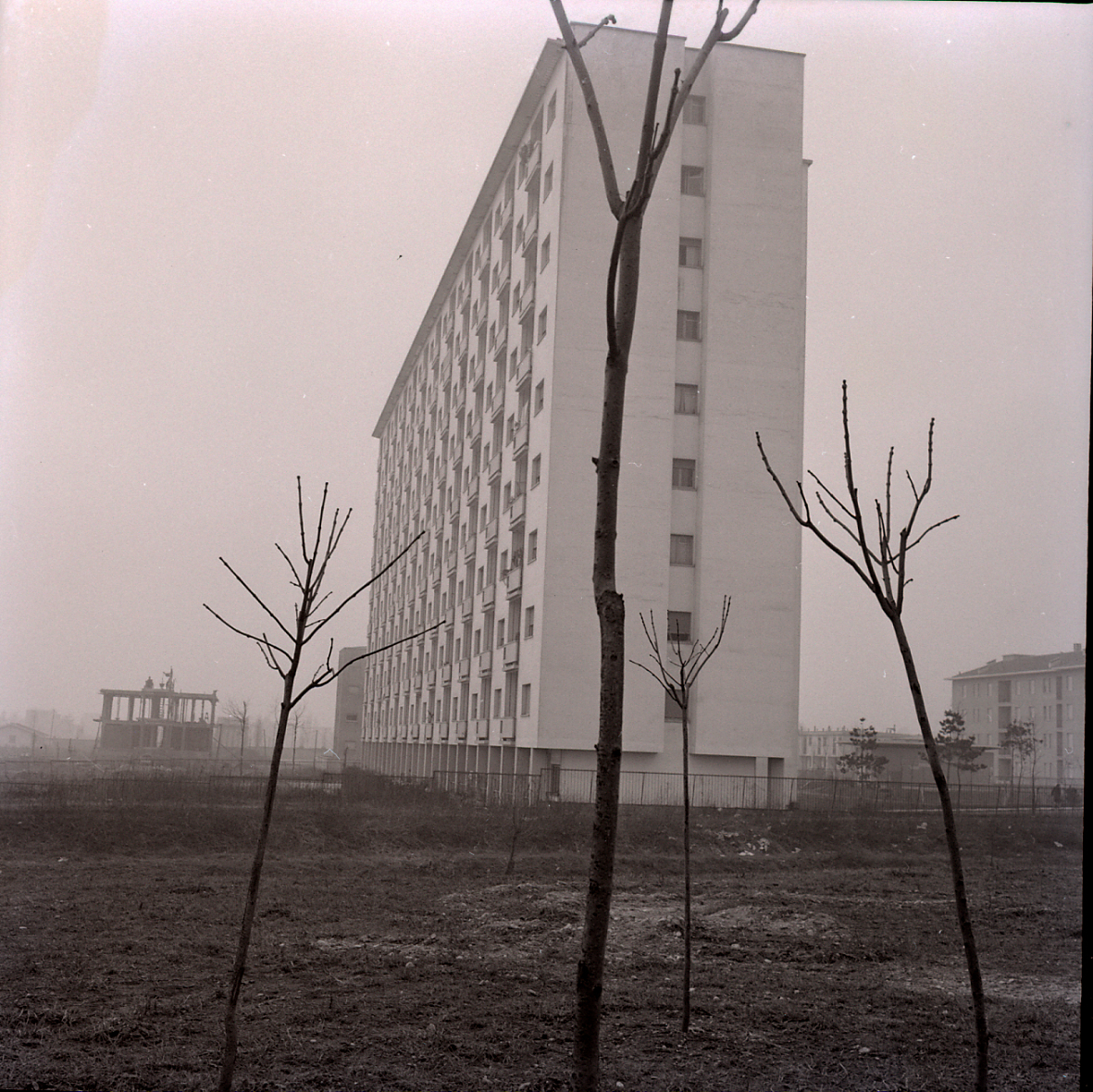
Edificio residenziale INA-Casa nel quartiere QT8 di Milano, progettato da Pietro Lingeri (1951). Foto di Paolo Monti, 1970

L'architetto e designer Giò Ponti, durante l'iter della legge di istituzione dell'INA-Casa, criticherà il piano e la sua architettura giudicata troppo uniforme e scontata, ma la maggioranza dei migliori architetti dell'epoca parteciperà ai progetti: Irenio Diotallevi, Mario Ridolfi, Michele Valori, Giorgio Raineri, Roberto Gabetti, Carlo Aymonino, Franco Albini, lo studio BBPR, Castiglioni, Ignazio Gardella, Luigi Carlo Daneri, Figini e Pollini, Ettore Sottsass, Italo Insolera e Enea Manfredini. Fu pure coinvolta una moltitudine variegata di professionisti, che comprendeva, oltre agli architetti, urbanisti, ingegneri, geometri, che parteciparono alla realizzazione dei molti quartieri popolari, con i più svariati nomi, disseminati in tutto il territorio nazionale.
Il Piano seguiva precise direttive, che si ricollegavano e facevano propria, in primo luogo, la tendenza architettonica prevalente in quel periodo in Italia che era quella del Neorealismo architettonico e cioè di un legame stretto con la tradizione, che portava ad una reinterpretazione del temi razionalisti basata sulla coerenza compositiva dei materiali, delle scelte tecnologiche, dei particolari architettonici, delle interpretazioni sociologiche e psicologiche dell'ambiente costruito e dello spazio architettonico esistente e storico. In secondo luogo, proprio per garantire il ritorno occupazionale, era previsto l'utilizzo nelle varie fasi realizzative di imprese locali e di piccoli imprenditori.
Si ebbe quindi la sperimentazione sul campo delle teorie "neorealiste" con la realizzazione di quartieri di grande valenza architettonica come il quartiere Tiburtino a Roma (capigruppo Ridolfi e Quaroni) o il quartiere Spine Bianche a Matera (Michele Valori e Carlo Aymonino) o il Villaggio del Sole a Vicenza; col Villaggio San Marco a Mestre si volle cercare di ricreare la tipica urbanistica veneziana in terraferma. Nello stesso tempo si ebbe l'intervento in cantiere di piccole imprese di mano d'opera artigiana di limitata specializzazione professionale e con modesta industrializzazione.
Questi due fatti uniti insieme generarono la caratteristica del cosiddetto Razionalismo italiano del secondo dopoguerra, sempre in bilico tra tradizione e modernità, tra interpretazione storica e norme funzionali, almeno fino agli anni sessanta quando si chiuse la vicenda INA-Casa che venne sostituita dalla Gescal – Gestione Case per i Lavoratori e dalle successive leggi per l'edilizia popolare. Se l'esperienza del "Piano Piccinato" aveva tenuto conto dell'inserimento delle strutture abitative nelle caratteristiche del paesaggio preesistente, della vicinanza ai centri storici e financo dei materiali coi quali costruire gli edifici, quei quartieri risultano ben distinguibili dalle abitazioni costruite successivamente, contrassegnata da piani urbanistici spesso confusi quanto contraddittori. I quartieri INA-Casa rappresentano probabilmente un valore artigianale, urbanistico e architettonico del Novecento.

## Le targhe in ceramica
Nel 1952, l'allora presidente del Consiglio Direttivo INA-Casa, Arnaldo Foschini, ebbe l'idea, con lo scopo di individuare gli edifici costruiti nelle varie città, di apporre delle specifiche formelle in ceramica policroma e di affidarle ad artisti attraverso un bando di concorso nazionale che uscì il 30 giugno dell'anno stesso e che accolse ventitre progetti di altrettanti artisti: Enzo Assenza, Alberto Burri, Arnaldo Bruschi, Serena Boselli, Duilio Cambellotti, Cosimo Carlucci, Pietro Cascella, Anna Maria Cesarini Sforza, Piero Dorazio, Antonino Fernando De Santo, Graziella Dall’Osteria, Pietro De Laurentiis, Mario Giampieri, Leoncillo Leonardi, Publio Morbiducci, Adolfo Marini, Giorgio Pianigiani, Fausto Saroli, Guerrino Tramonti, Luigi Venturini, Maurizio Vitale, Raoul Vistoli.
Altri artisti si aggiunsero negli anni successivi come ad esempio la ceramista Irene Kowaliska, anche se non figura nell'elenco del concorso così come altri artisti che però ebbero relazione con le manifatture di ceramiche che realizzarono le targhe, le quali avrebbero dovuto avere le medesime misure di altezza e larghezza.
Inoltre, nel bando si faceva esplicito riferimento al tema dell'abitare, ai simboli della casa, alle zone ove sarebbero sorti i quartieri come le spighe di grano e agli animali con cui l'uomo convive: gatti, api a seconda delle località. E ovviamente avrebbe dovuto essere sempre presente la scritta INA-Casa.

## Dati e statistiche
I risultati del piano rilevarono una grande vitalità ed impatto del medesimo sulla vita economica e sociale del paese. Infatti, solo pochi mesi dopo l'approvazione della legge, nell'estate del 1949, verrà aperto il primo cantiere dei 650 che risulteranno aperti nell'autunno dello stesso anno. Il ritmo di costruzione, reso possibile dalla struttura organizzativa Ina-Casa, sarà estremamente efficiente e, con l'entrata a regime, produrrà circa 2.800 unità abitative a settimana, con la consegna, sempre settimanale, di circa 550 alloggi alle famiglie assegnatarie.
Nei primi sette anni di vita verranno investiti complessivamente 334 miliardi di lire per la costruzione di 735.000 vani, corrispondenti a 147.000 alloggi. Alla fine dei quattordici anni di durata del piano, i vani realizzati saranno in totale circa 2.000.000, per un complesso di 355.000 alloggi in oltre 5.000 comuni italiani distribuiti nell'intero territorio italiano. Il Piano Ina-Casa alla sua scadenza avrà aperto 20.000 cantieri che porteranno, come era negli intenti dei legislatori, ad impiegare molta manodopera stabile: circa 41.000 lavoratori edili all'anno, costituenti un impiego pari al 10% delle giornate-operaio dell'epoca.